# Fortezza Europa

L'Europa sotto il dominio diretto o indiretto della Germania nazista nel 1942, periodo della massima espansione delle potenze dell'Asse un'area di circa 4.621.135,64 km². In blu scuro: Germania, Italia e nazioni alleate o "satelliti"; in azzurro: territori occupati direttamente dagli eserciti tedeschi o italiani; in azzurro chiaro: Stati non occupati ma dipendenti dalla Germania; Sono indicate anche le potenze ancora in guerra contro l'Asse; in verde: la Gran Bretagna e i territori dell'Impero britannico; in rosso: l'Unione Sovietica.

Con il termine Fortezza Europa (in tedesco: Festung Europa) ci si riferisce a una parola d'autore nata nella storia europea del Novecento e tornata alla ribalta nella polemistica politica del XXI secolo.
La frase nacque come definizione impiegata dalla propaganda nazionalsocialista del Terzo Reich durante la seconda guerra mondiale per indicare, a partire soprattutto dal 1942, l'Europa continentale sottoposta al predominio politico-militare della Germania nazista in contrapposizione con gli Alleati anglosassoni. L'espressione intendeva evidenziare la pretesa potenza e invulnerabilità militare del dominio della Germania sul Vecchio continente.

## Seconda guerra mondiale
Nella fraseologia inglese, la locuzione "fortezza Europa" indicava le operazioni che degli aerei con basi in Gran Bretagna dovevano attuare contro obiettivi in Germania, in Italia e in altre parti d'Europa occupate dalle potenze dell'Asse nel periodo che va dalla caduta della Francia fino allo sbarco in Normandia.

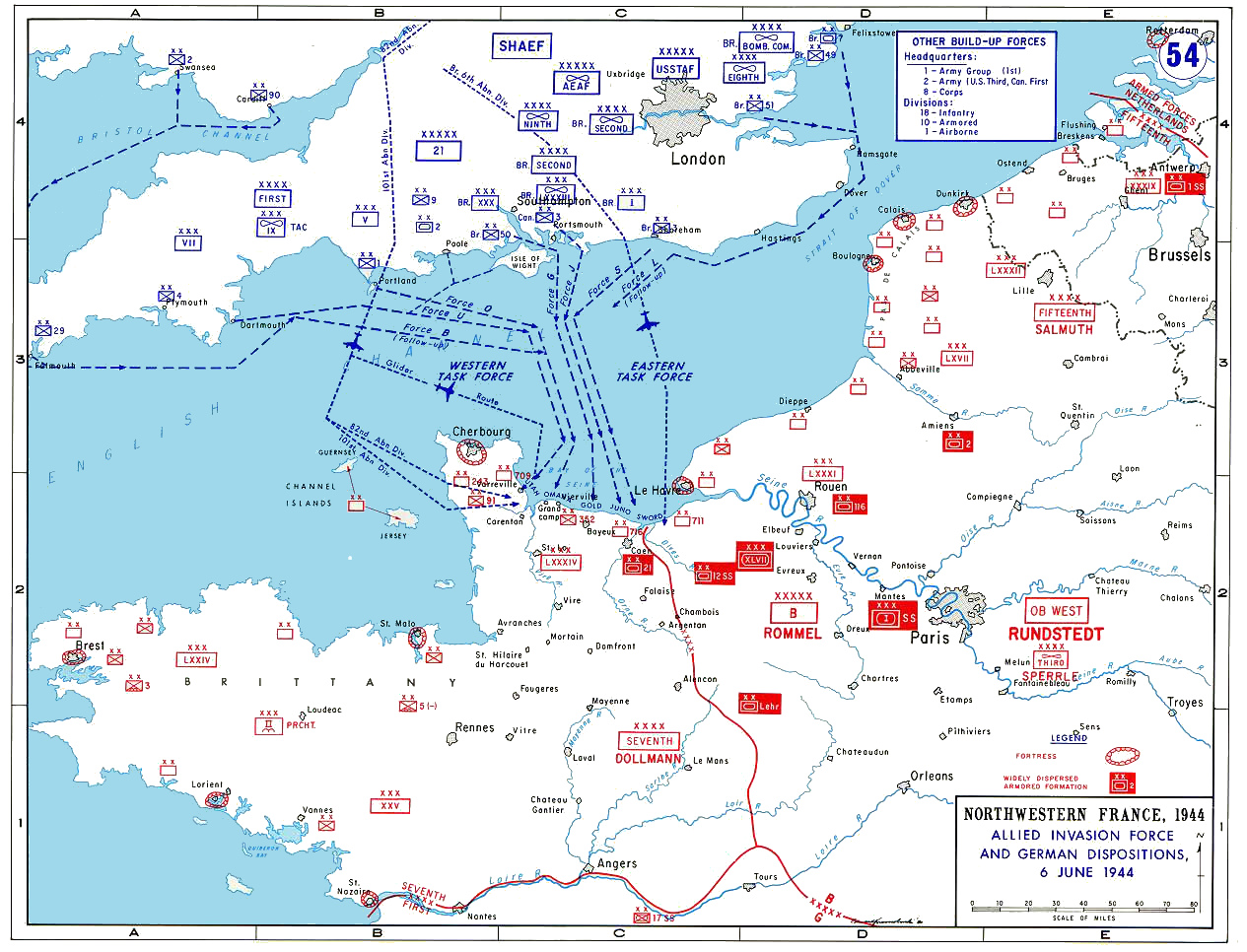
Mappa relativa ai piani del D-day in Normandia nella penisola del Cotentin.

Allo stesso tempo, l'analoga frase tedesca "Festung Europa" conosceva un ampio uso da parte della propaganda della Germania, per indicare i piani strategici di Adolf Hitler e i progetti della Wehrmacht per fortificare tutta l'Europa occupata, al fine di impedire un'eventuale e temuta invasione delle forze militari anglo-americane progressivamente concentrate sul territorio dell'arcipelago britannico. Queste ultime si preparavano per l'apertura del cosiddetto secondo fronte al fine di dare sostegno all'enorme sforzo di guerra dell'Unione Sovietica, impegnata, dal giugno 1941, in una durissima guerra aero-terrestre contro la grande maggioranza delle forze armate tedesche e dell'Asse. 
Nei progetti di Hitler, l'Europa occupata avrebbe dovuto trasformarsi in una impenetrabile "fortezza" (Festung) la cui semplice esistenza fosse in grado di intimorire e far desistere gli alleati, o che, in casi estremi, avrebbe potuto comunque respingere ogni tentativo di offensiva o "invasione" da parte anglo-americana, dando tempo al grosso della Wehrmacht di combattere e vincere, senza minacce alle spalle, la guerra contro l'Unione Sovietica sul Fronte orientale. Le misure studiate da Hitler e dagli strateghi tedeschi prevedevano la costruzione del sistema fortificato, in apparenza formidabile, del Vallo Atlantico, la riorganizzazione della Luftwaffe con il potenziamento della Difesa del Reich, e la costituzione di un nucleo di riserve mobili formate da Panzer-Division in fase di riorganizzazione ed equipaggiamento dopo essere state smobilitate e trasferite dal Fronte orientale.
Questo uso del termine è stato in seguito adottato da corrispondenti di guerra e da storici in lingua inglese per descrivere gli sforzi militari delle potenze dell'Asse nel difendere il continente dagli Alleati.
La Fortezza Europa, con la sua difesa affidata al sistema fortificato del Vallo Atlantico sul fronte a ovest e a un complesso sistema di schieramenti di armate e fortificazioni a est, non vide confermata,  peraltro, la sua potenza militare e le difese tedesche non furono in grado di fermare nel 1944 le due gigantesche e contemporanee operazioni Overlord e Bagration (i due attacchi al continente da parte degli Alleati).

## Utilizzo nel dopoguerra
Il termine è stato riutilizzato dalla cronaca politica, in senso anche peggiorativo, per descrivere sia l'effetto di dumping delle frontiere esterne in materia commerciale, sia le politiche in materia di immigrazione adottata dagli stati membri dell'Unione europea. In quest'ultima accezione, l'espressione può riferirsi agli atteggiamenti delle autorità verso l'immigrazione o al sistema di pattugliamento delle frontiere e ai centri di detenzione che vengono utilizzati per aiutare a prevenire l'immigrazione illegale nell'Unione europea.

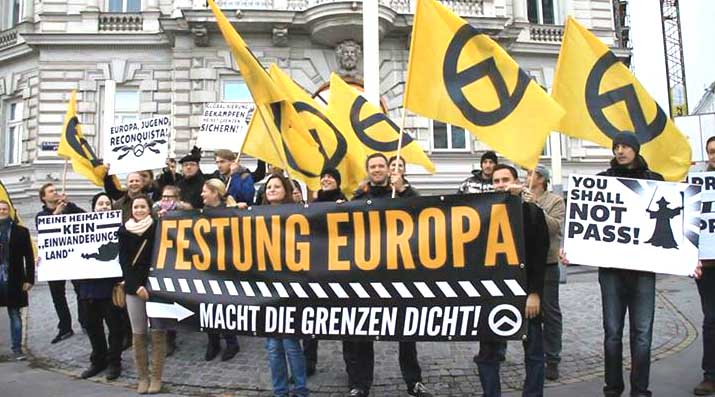
Attivisti di estrema destra appartenenti a Identitäre Bewegung Österreichs in una manifestazione a Vienna il 10 novembre 2013.

Per i partiti conservatori e identitari (ad esempio, il Freiheitliche Partei Österreichs tradotto dal tedesco, il Partito della Libertà d'Austria) la locuzione "fortezza Europa" assume un significato positivo. Perlopiù essi sostengono l'inesistenza di una tale fortezza, situazione che, a loro dire, permetterebbe agli immigrati di entrare in Europa in modo fin troppo facile. Essi hanno accusato gli Stati meridionali, come Grecia, Italia e Spagna, di controllare le frontiere in modo insufficiente per via di una scelta politica opportunistica che fa leva sulla maggiore attrattiva degli Stati occidentali o settentrionali che godono di più generosi sistemi di welfare (Germania, Austria, Svezia, ecc.). Per questo, molti conservatori di tutta Europa vogliono porre fine all'accordo di Schengen e reintrodurre i controlli alle frontiera da parte della guardia di frontiera e costiera europea, sostenendo che la loro abolizione abbia portato non solo a un'immigrazione in massa ma anche a una maggiore libertà per i traffici criminali.
In risposta a queste critiche - ma talvolta anche "profeticamente" in anticipo rispetto a esse - si è sostenuto che «non sarebbe stato senza violenza, e persino senza un sentore di invasione, l’incontro con i popoli che vengono impetuosi dai “Regni della Fame"».
In ogni caso, agli inizi del XXI secolo sono entrati in vigore alcuni emendamenti ai trattati di Schengen, e le linee di indirizzo dell'Unione europea hanno accolto una politica di "difesa del modo di vivere europeo" che, secondo chi ne è critico, sarebbe culturalmente succube all'idea di Festung Europa.

### Frontiere esterne controllate
- Ceuta e Melilla (Spagna) (dal Marocco)
- Stretto di Gibilterra (dal Marocco);
- Isole Canarie (Spagna) (dal Marocco, Sahara Occidentale e Mauritania)
- coste italiane e maltesi (da Libia e Tunisia)
- Maritsa (dal Vicino Oriente)
- confine orientale dell'Unione europea (da Ucraina, Bielorussia, Moldavia, Russia)
- confine sud-orientale dell'Unione europea (da Bosnia ed Erzegovina, Serbia, Montenegro, Albania, Macedonia)
- Egeo Meridionale e Egeo Settentrionale (dal Vicino Oriente)

## Nella cultura di massa
Steven Chandra Savale nel 2003 si affacciava sul panorama musicale internazionale con l’ultimo album degli Asian Dub Foundation, Enemy of the Enemy: «il singolo di apertura, Fortress Europe, immaginava come sarebbe stata l’Europa del 2022 partendo dai sinistri segnali che lanciava il presente».